# Antalis occidentalis
Antalis occidentalis är en blötdjursart som först beskrevs av William Stimpson 1851. Enligt Catalogue of Life ingår Antalis occidentalis i släktet Antalis och familjen Dentaliidae, men enligt Dyntaxa är tillhörigheten istället släktet Dentalium och familjen Dentaliidae. Enligt den svenska rödlistan är arten otillräckligt studerad i Sverige. Arten förekommer i Götaland. Inga underarter finns listade i Catalogue of Life.